# Grunow-Dammendorf
Grunow-Dammendorf es un municipio situado en el distrito de Oder-Spree, en el estado federado de Brandeburgo (Alemania), a una altitud de 70 metros. Su población a finales de 2016 era de 500 habs. y su densidad poblacional, 10 hab/km².